# Alfredo Luenzo
Alfredo Héctor González Luenzo (n. Azul, provincia de Buenos Aires, 16 de octubre de 1957) es un periodista, psicólogo, docente y político argentino. Se desempeñó como senador nacional del partido Chubut Somos Todos por la provincia de Chubut. 

## Biografía
Si bien nació en la ciudad bonaerense de Azul, es en la ciudad de Comodoro Rivadavia donde Luenzo vivió casi toda su vida y desarrolló su trayectoria periodística en importantes medios de esa ciudad chubutense. Se desempeñó como director de contenidos del canal C5N, propiedad del empresario Cristóbal López, y trabajó como periodista en Canal 9 de Comodoro Rivadavia y Radio del Mar. 
En 2015 incursiona en la política luego de que el entonces gobernador de Chubut Mario Das Neves, le ofreciera una candidatura a senador nacional. Ingresó a la cámara alta como senador por la segunda minoría, luego de obtener el segundo lugar en las elecciones de 2015 detrás de la lista del Frente para la Victoria encabezada por Juan Mario Pais y Nancy González. En el senado nacional conforma el bloque Frente de Todos..
En el debate por la Ley de Interrupción Voluntaria del Embarazo, realizado el 8 de agosto de 2018, se pronunció a favor de la aprobación de dicho proyecto de ley.
En un debate de comisión el día 14 de septiembre de 2020 habló sobre la inminente necesidad de debatir sobre la regulación de las plataformas digitales frente a la creciente ola de amenazas contra figuras políticas y al crecimiento de los discursos de odio. En su propuesta hizo mención a los riesgos de una internet irrestrictamente libre y a la falta de límitaciones en la misma, lo cual despertó un gran rechazo en algunos usuarios de redes sociales.